# Katowice
Katowice (en txec: Katovice, en alemany: Kattowitz) és la desena ciutat més gran de Polònia així com la capital del voivodat de Silèsia, al sud de Polònia, a la vora dels rius Kłodnica i Rawa. Aquesta ciutat és un del principals centres industrials de Polònia i la ciutat més importat de la zona industrial de l'Alta Silèsia, una megalòpoli de 3.487.000 habitants (2001).

## Districtes

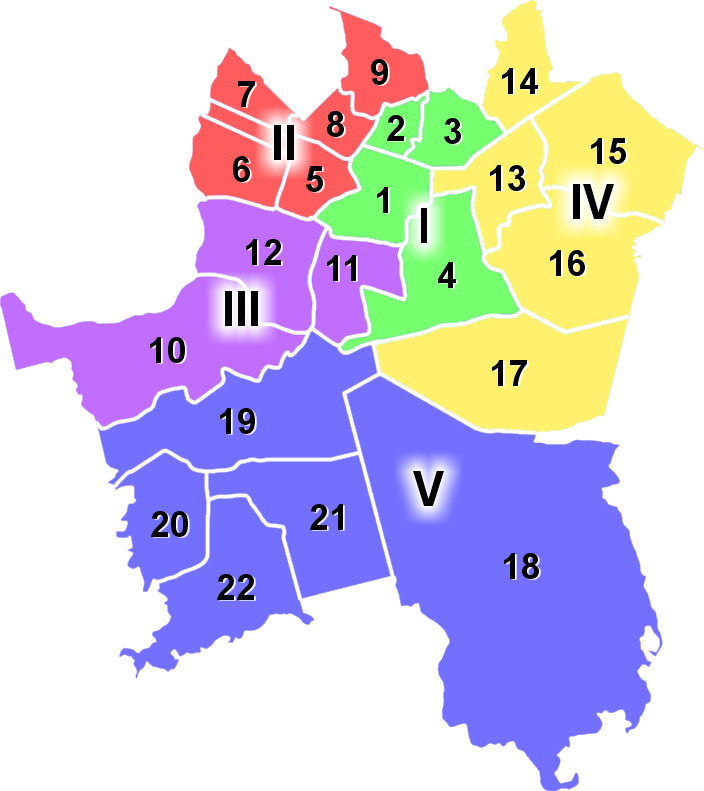
Districtes de Katowice

| I. Centre - 1. Śródmieście - 2. Koszutka - 3. Bogucice - 4. Osiedle Paderewskiego - Muchowiec II. Nord - 5. Załęże - 6. Osiedle Witosa - 7. Osiedle Tysiąclecia - 8. Dąb - 9. Wełnowiec - Józefowiec III. Oest - 10. Ligota - Panewniki - 11. Brynów - Osiedle Zgrzebnioka - 12. Brynów - Załęska Hałda | IV. Est - 13. Zawodzie - 14. Dąbrówka Mała - 15. Szopienice - Burowiec - 16. Janów - Nikiszowiec - 17. Giszowiec V. Sud - 18. Murcki - 19. Piotrowice - Ochojec - 20. Zarzecze - 21. Kostuchna - 22. Podlesie |

### Clima
Katowice té un clima temperat continental.
| Dades climàtiques a Katowice       | Dades climàtiques a Katowice | Dades climàtiques a Katowice | Dades climàtiques a Katowice | Dades climàtiques a Katowice | Dades climàtiques a Katowice | Dades climàtiques a Katowice | Dades climàtiques a Katowice | Dades climàtiques a Katowice | Dades climàtiques a Katowice | Dades climàtiques a Katowice | Dades climàtiques a Katowice | Dades climàtiques a Katowice | Dades climàtiques a Katowice |
| Mes                                | gen                          | febr                         | març                         | abr                          | maig                         | juny                         | jul                          | ag                           | set                          | oct                          | nov                          | des                          | anual                        |
| ---------------------------------- | ---------------------------- | ---------------------------- | ---------------------------- | ---------------------------- | ---------------------------- | ---------------------------- | ---------------------------- | ---------------------------- | ---------------------------- | ---------------------------- | ---------------------------- | ---------------------------- | ---------------------------- |
| Màxima mitjana °C (°F)             | 1 (34)                       | 3 (37)                       | 7 (45)                       | 13 (55)                      | 19 (66)                      | 21 (70)                      | 23 (73)                      | 23 (73)                      | 18 (64)                      | 13 (55)                      | 6 (43)                       | 2 (36)                       | 12.4 (54.3)                  |
| Mitjana diària °C (°F)             | −1.5 (29.3)                  | −0.5 (31.1)                  | 3.0 (37.4)                   | 8.0 (46.4)                   | 13.5 (56.3)                  | 16.0 (60.8)                  | 18.0 (64.4)                  | 17.5 (63.5)                  | 13.5 (56.3)                  | 9.0 (48.2)                   | 3.0 (37.4)                   | −0.5 (31.1)                  | 8.2 (46.8)                   |
| Mínima mitjana °C (°F)             | −4 (25)                      | −4 (25)                      | −1 (30)                      | 3 (37)                       | 8 (46)                       | 11 (52)                      | 13 (55)                      | 12 (54)                      | 9 (48)                       | 5 (41)                       | 0 (32)                       | −3 (27)                      | 4.0 (39.2)                   |
| Precipitació mitjana mm (polzades) | 30.4 (1.197)                 | 29.2 (1.15)                  | 32.4 (1.276)                 | 36.8 (1.449)                 | 52.9 (2.083)                 | 59.5 (2.343)                 | 73.7 (2.902)                 | 51.1 (2.012)                 | 44.9 (1.768)                 | 35.2 (1.386)                 | 37.6 (1.48)                  | 32.8 (1.291)                 | 608.5 (23.957)               |
| Font: MSN Weather                  |                              |                              |                              |                              |                              |                              |                              |                              |                              |                              |                              |                              |                              |

## Cultura i lleure
Teatre

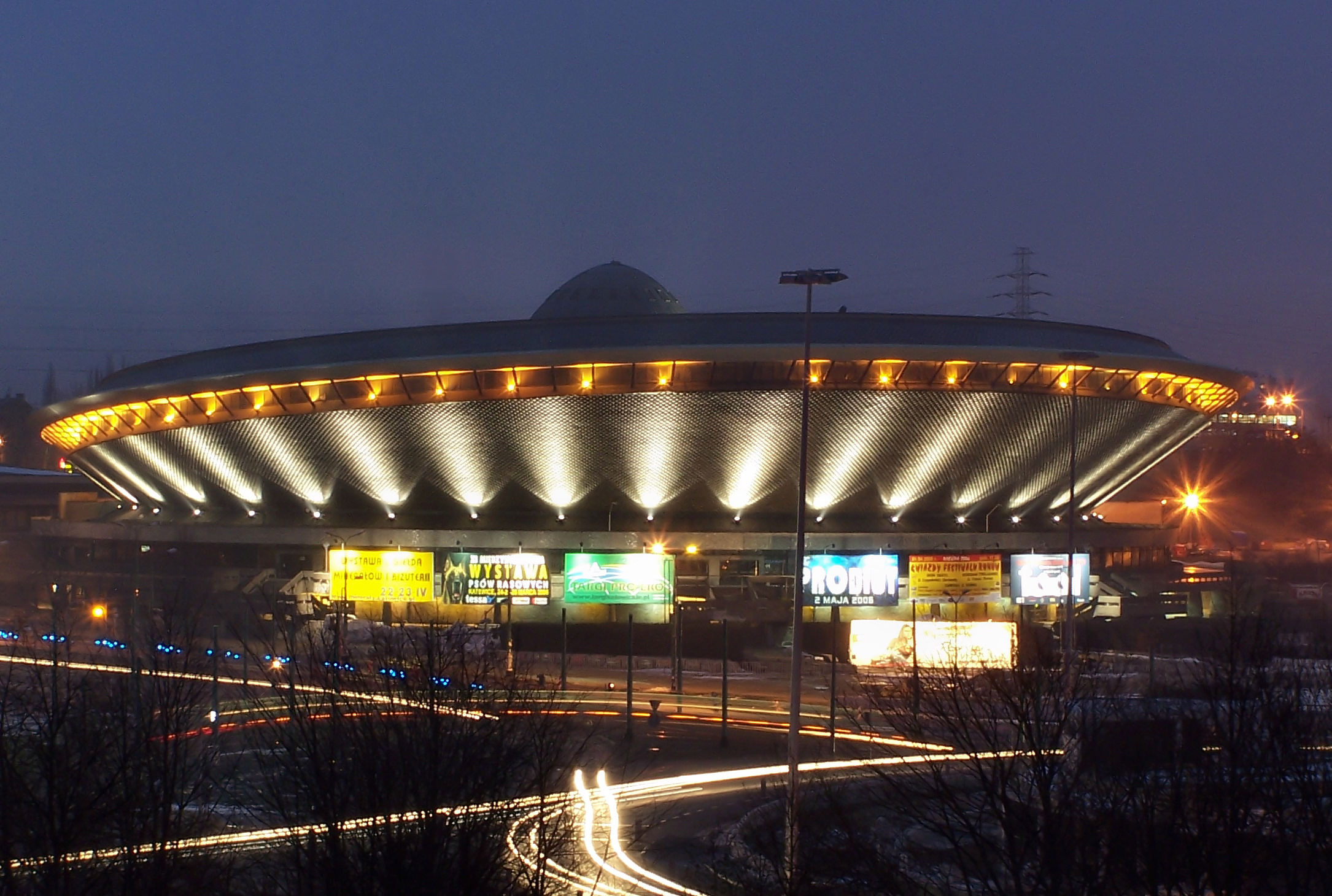
Katowice, Spodek

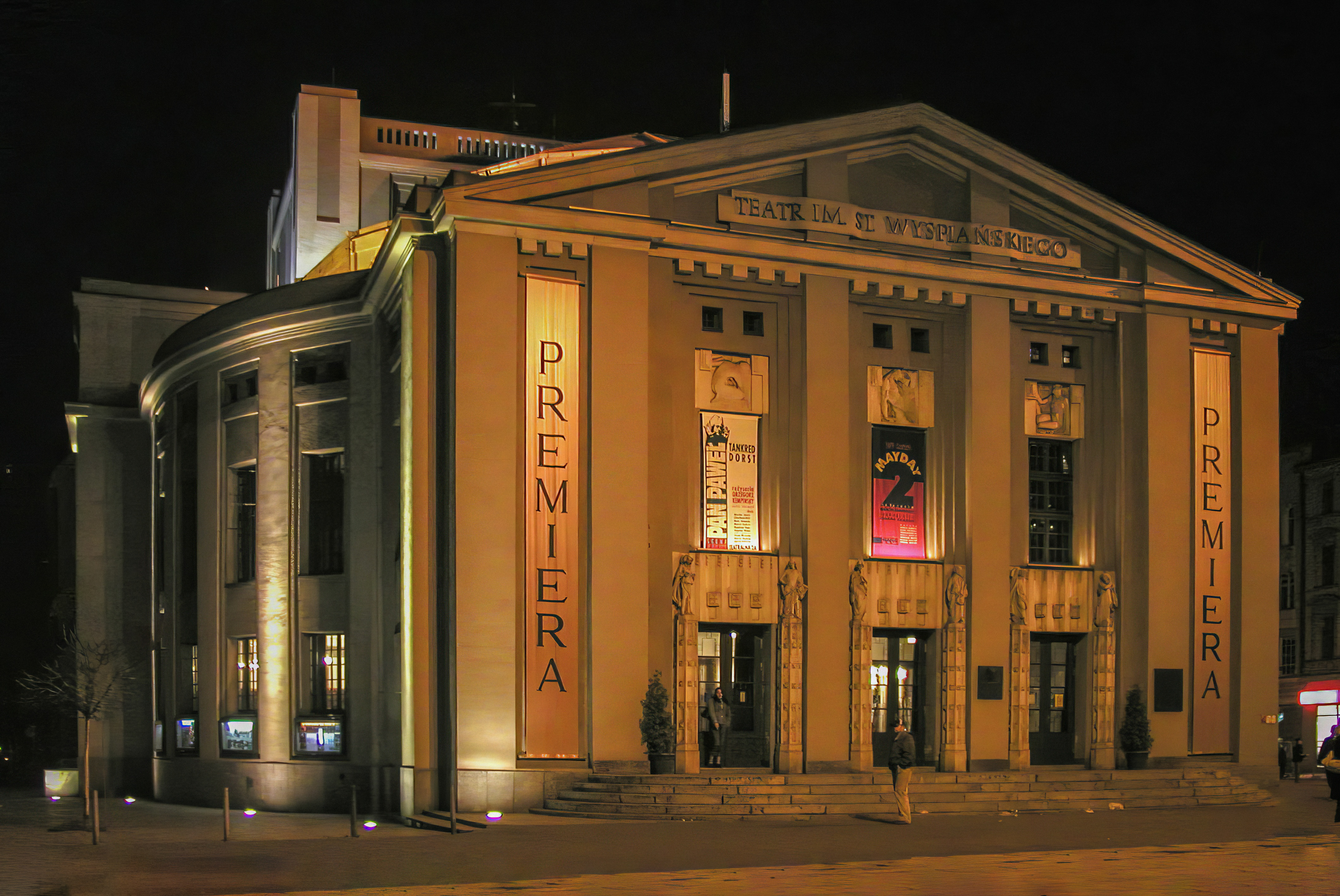
Katowice, Teatre de Silèsia

- Teatre de Silèsia (Teatr Śląski im. Stanisława Wyspiańskiego)
- Teatre Ateneum (Teatr Ateneum)
- Teatre Korez (Teatr Korez)
- Teatre Cogitatur (Teatr Cogitatur)
- Teatre-cinema Rialto (Kinoteatr Rialto)

Música
- Filharmònica de Silèsia (Filharmonia Śląska)
- Estrada de Silèsia (Estrada Śląska)
- Scena GuGalander
- Narodowa Orkiestra Symfoniczna Polskiego Radia

Museus
- Museu de Silèsia (Muzeum Śląskie)

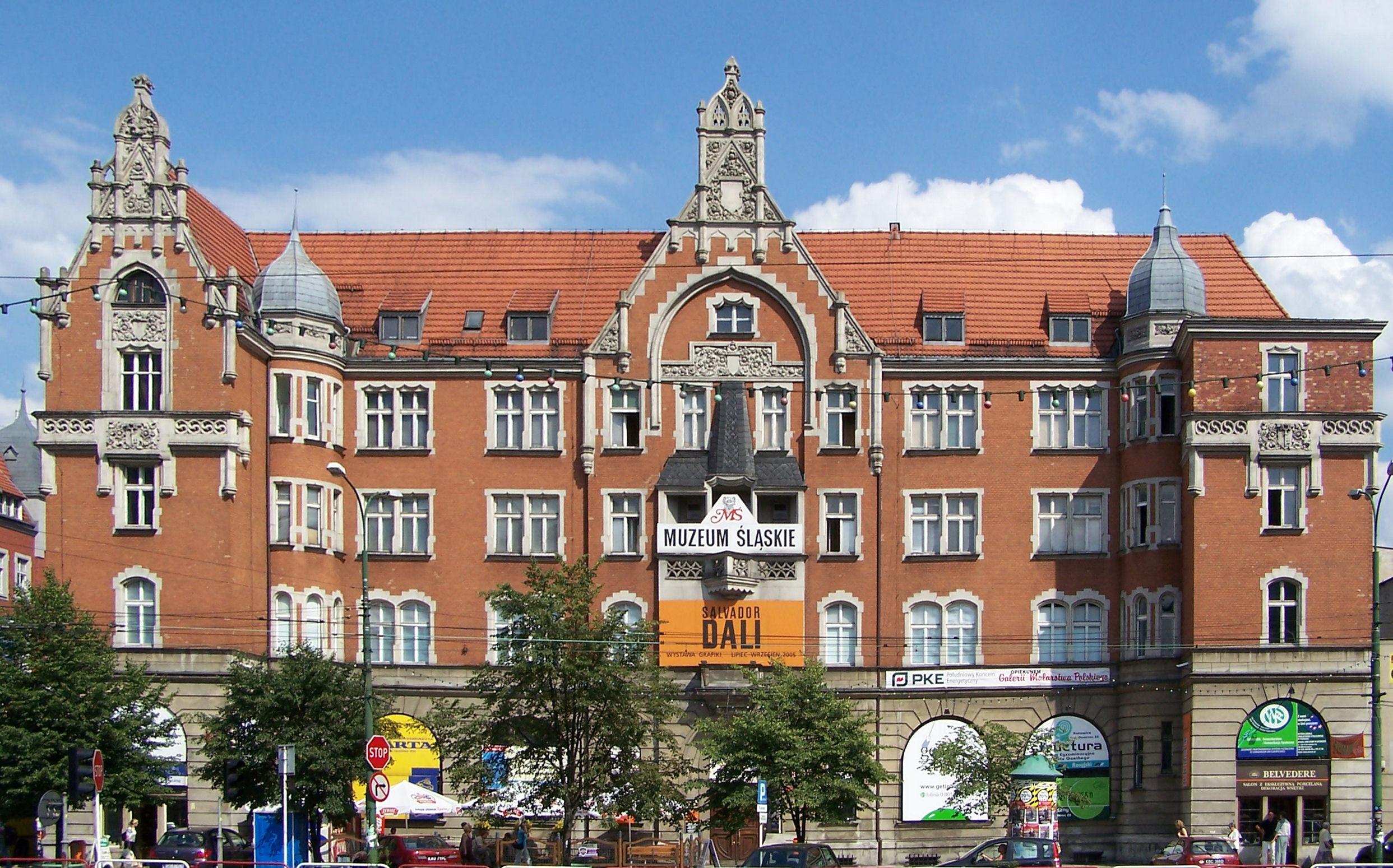
Katowice, Museu de Silèsia.

- Museu d'història Katowice (Muzeum Historii Katowic)
- Muzeu Archidiecezjalne
- Muzeu Misyjne OO. Franciszkanów
- Muzeu Biograficzne P. Stellera
- Muzeu Prawa i Prawników Polskich
- Muzeu Najmniejszych Książek Świata Zygmunta Szkocnego
- Izba Śląska
- Centrum Scenografii Polskiej
- Śląskie Centrum Dziedzictwa Kulturowego

Cinema
- IMAX
- Cinema City - Punkt rozrywki 44
- Cinema City - Silesia City Center

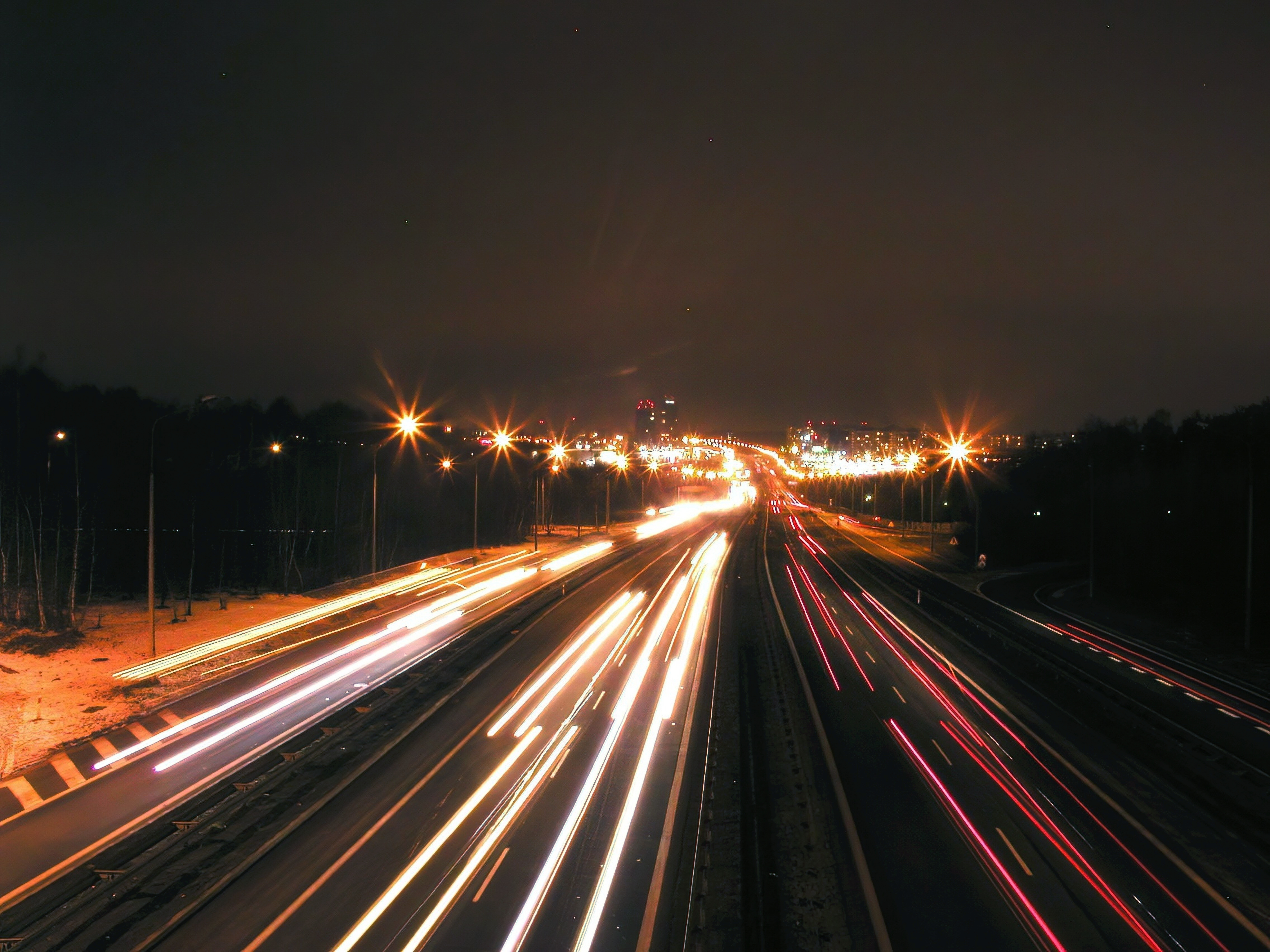
Autopista A4 Katowice

- Centre de Cinema Helios (Centrum Filmowe Helios)
- Cinema Cosmos (Kino Kosmos)
- Cinema Światowid (Kino Światowid)
- Teatre-Cinema Rialto (Kinoteatr Rialto)

Mitjans de comunicació
- TVP 3 Katowice
- TVN24 - department Katowice (TVN24 - oddział Katowice)
- Radio Katowice
- Radio Flash
- Radio Roxy FM
- Radio Planeta
- Dziennik Zachodni
- Gazeta Wyborcza - department Katowice
- Fakt (gazeta) - oddział Katowice
- Echo Miasta
- Metro (gazeta) Katowice
- Nowy Przegląd Katowicki

## Persones il·lustres
- Franz Leopold Neumann
- Maria Goeppert-Mayer
- Jerzy Kukuczka